# Мемориальный дом Олбрайтов
Мемориальный дом Олбрайтов (англ. Albright Memorial Building), также известный как Публичная библиотека Скрантона (англ. Scranton Public Library) ― памятник архитектуры в городе Скрантон, округ Лакаванна, штат Пенсильвания, США.
Спроектированное в 1890 году и построенное в начале 1893 года, оно представляет собой двухэтажное здание в форме буквы L. Возведено из известняка Индианы и песчаника Медины. В архитектурном стиле здания преобладают элементы Шатоэска. Дом состоит из двух строений: основного, размером 11 на 40 метров и прилегающего к нему под прямым углом крыла размером 9 на 16 метров.
Здание было построено по проекту архитекторов нью-йоркской фирмы Green & Wicks. Средства на его постройку были пожертвованы предпринимателем и филантропом Джоном Дж. Олбрайтом (тот был уроженцем Скрантона, но впоследствии переехал жить в Буффало), который решил посвятить его в память своих родителей. Также Джон Олбрайт был основателем Художественной галереи Олбрайт-Нокс в Буффало.
В 1978 году Мемориальный дом Олбрайтов был включён в Национальный реестр исторических мест США.
Здание бывшей Церкви Христа (первой научной), которое также числится в Национальном реестре исторических мест, теперь служит Детской библиотекой Скрантона. Её здание расположена непосредственно к юго-востоку от главной библиотеки.

## Галерея

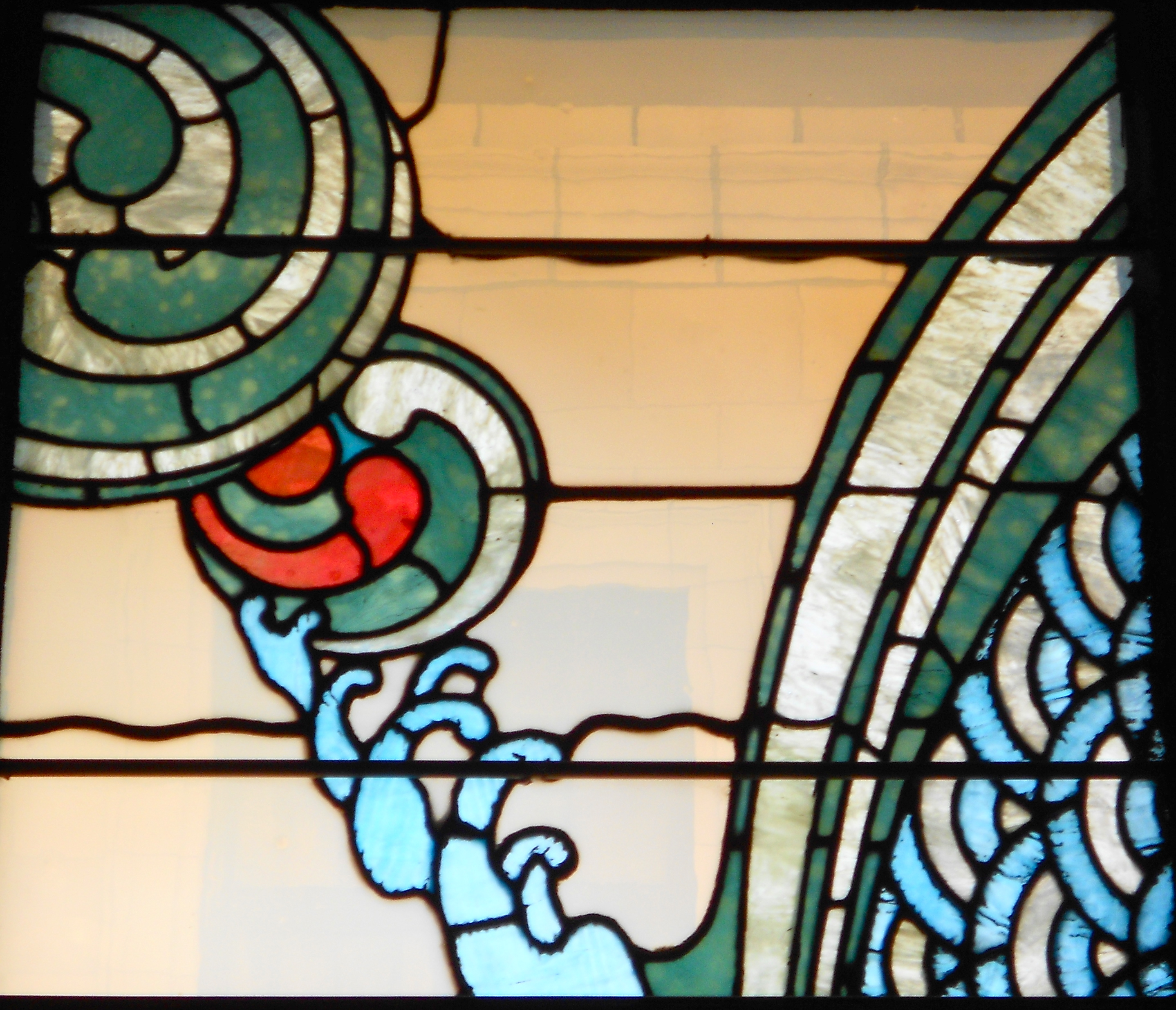
Витражи
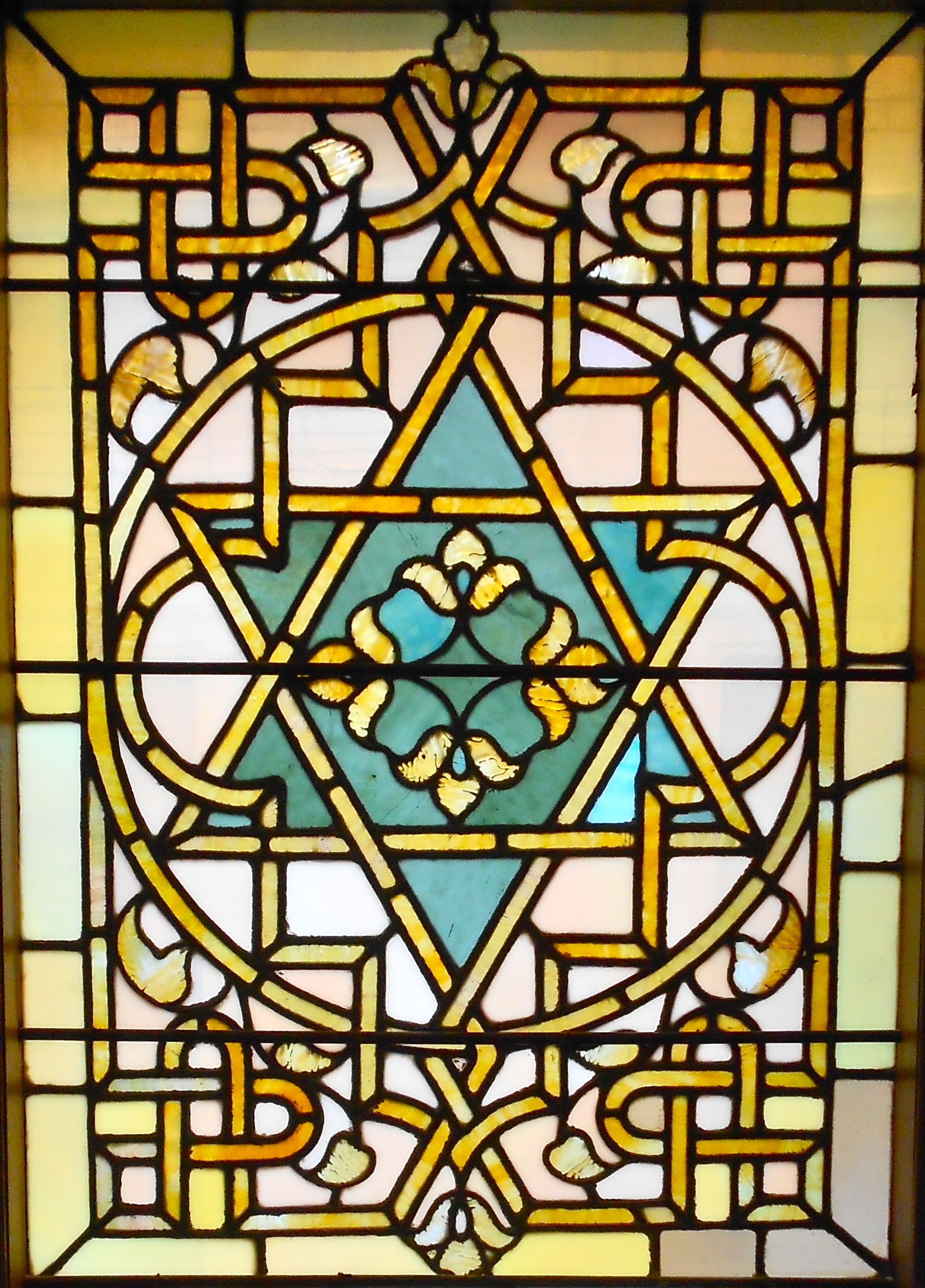
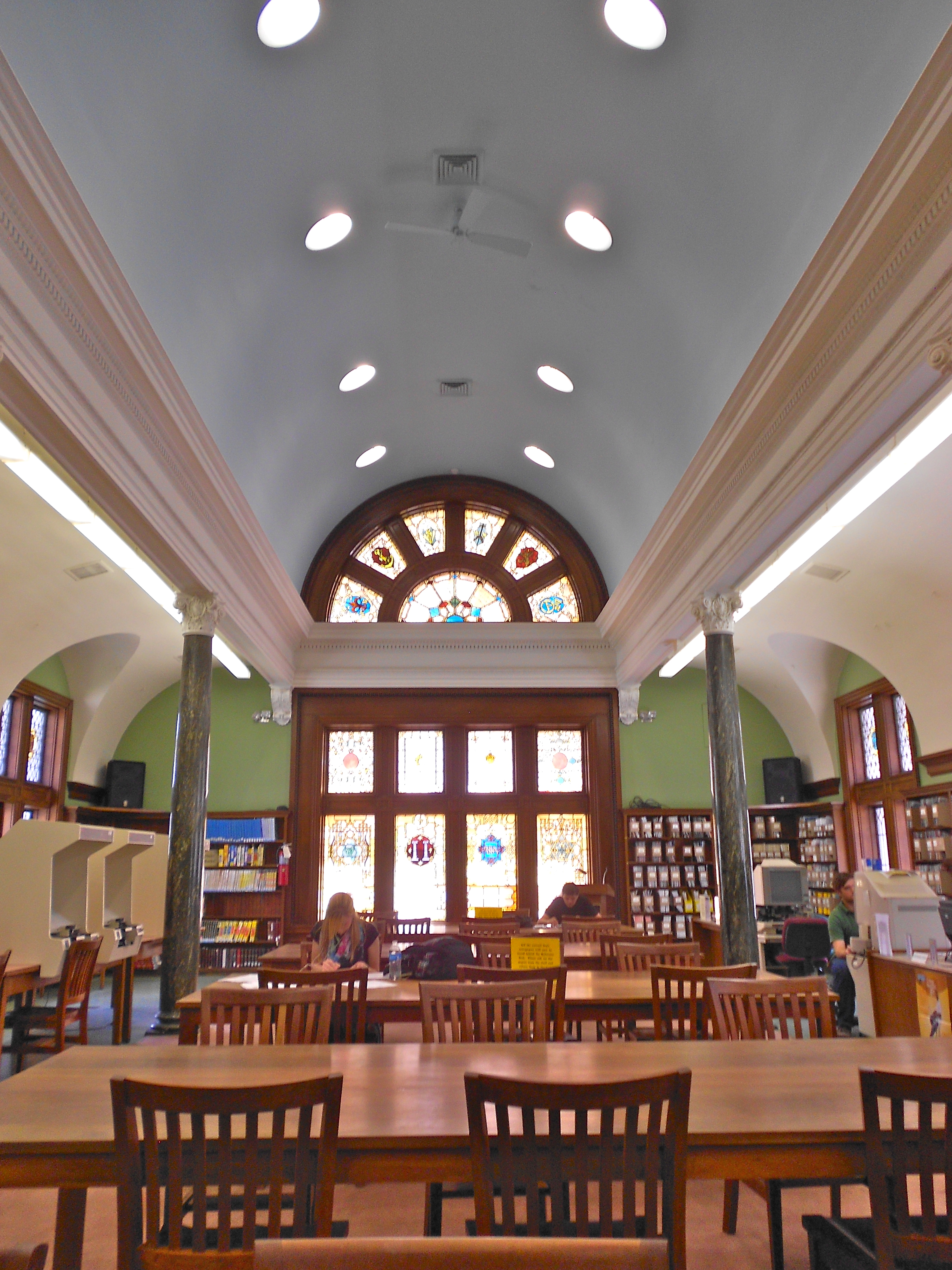
Читальный зал на втором этаже
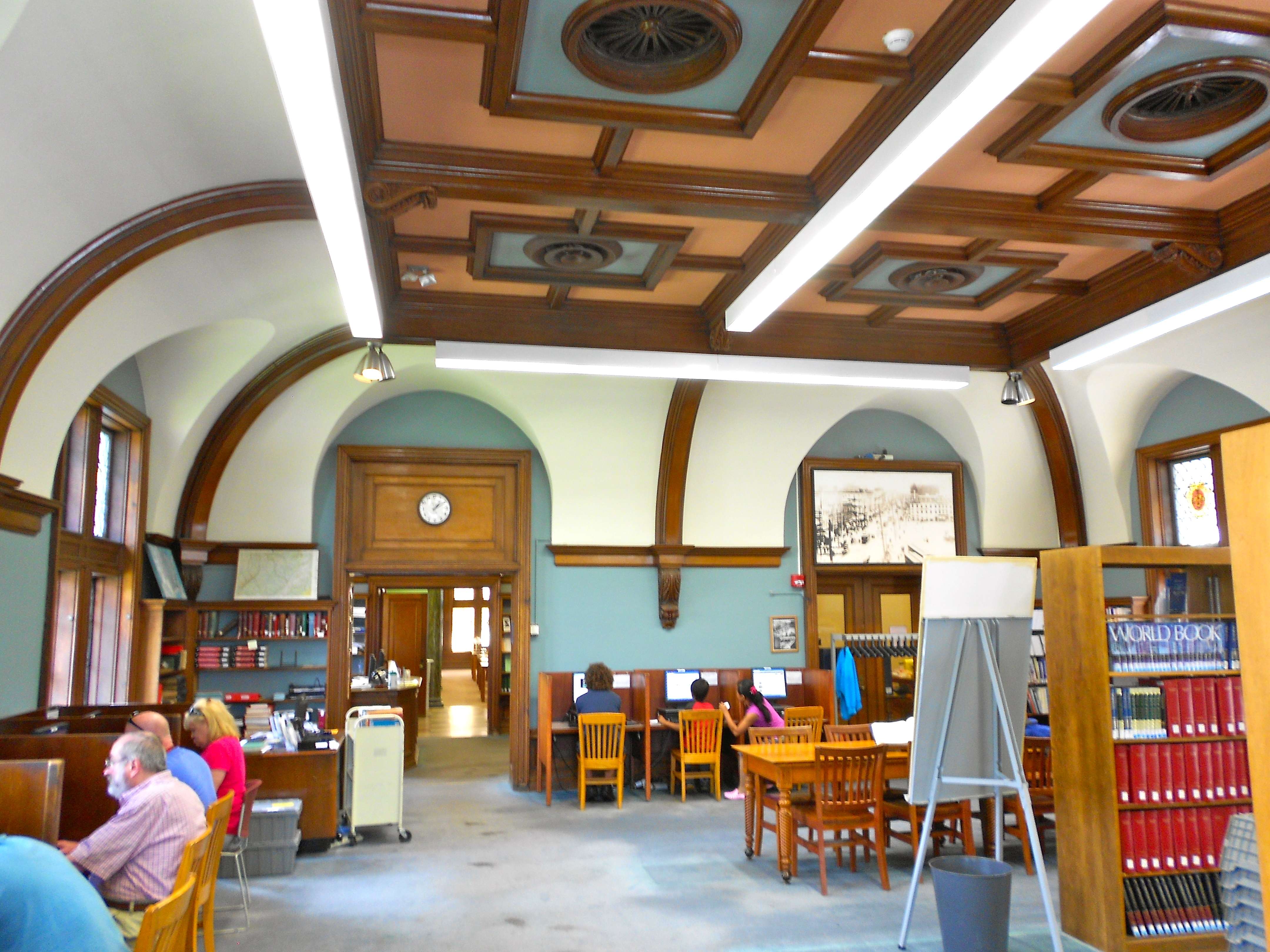
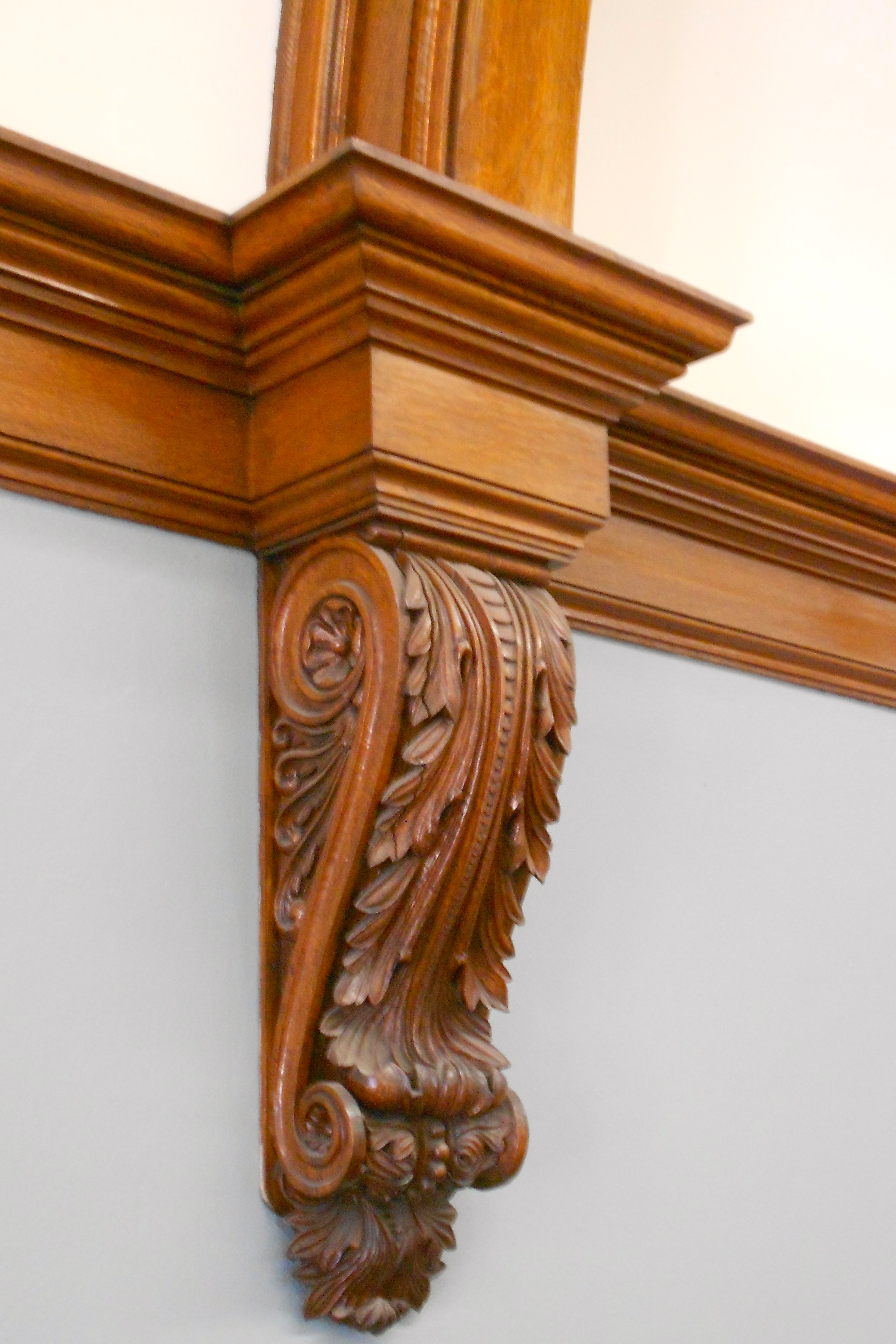
Резные работы внутри здания
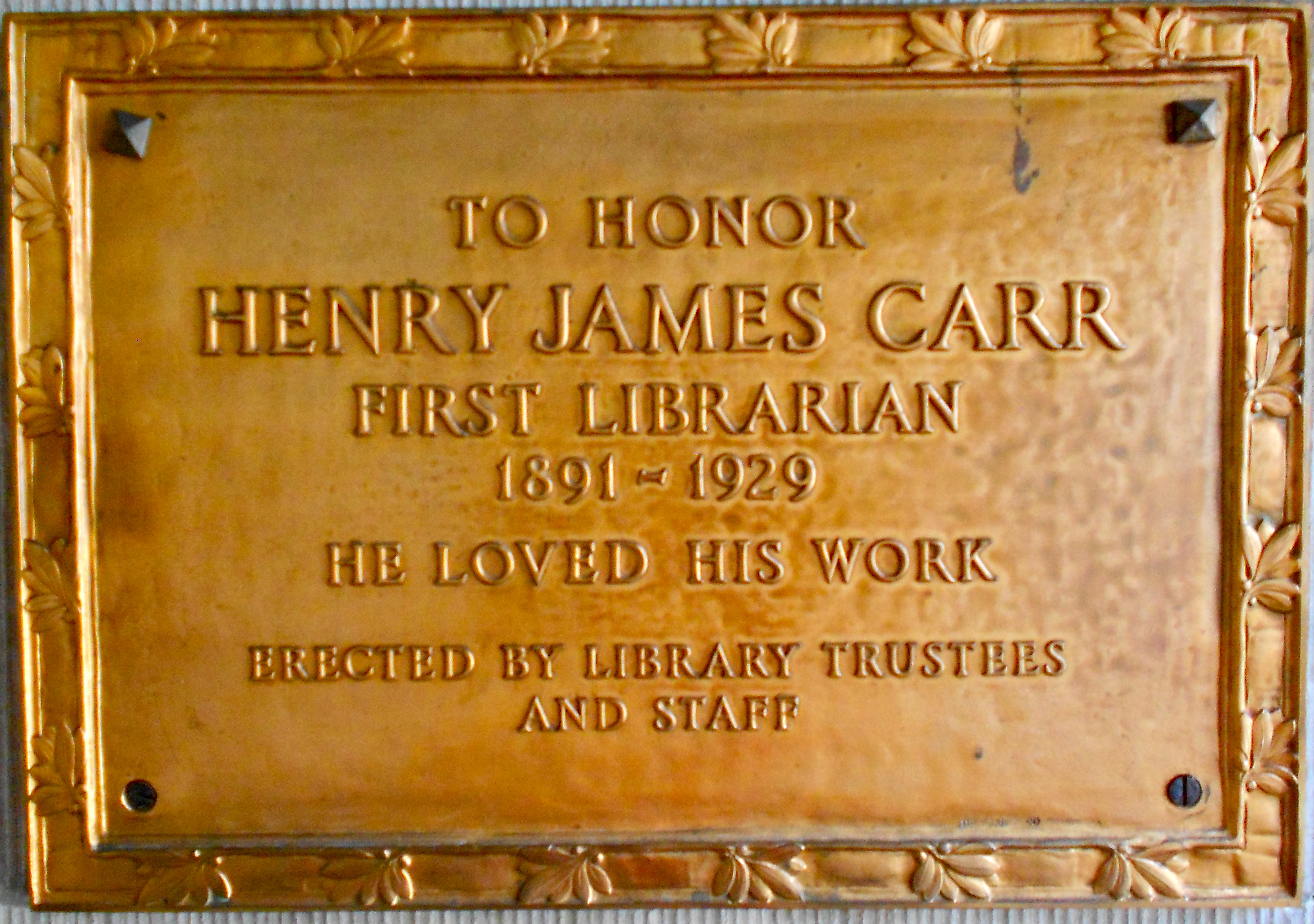
Мемориальная доска в честь Генри Джеймса Карра, первого библиотекаря